# Женщины, огонь и опасные вещи: Что категории языка говорят нам о мышлении
Женщины, огонь и опасные вещи: Что категории языка говорят нам о мышлении — научно-популярная книга когнитивного лингвиста Джорджа Лакоффа. На английском языке опубликована издательством University of Chicago Press в 1987 году. Книга подчеркивает центральное значение метафоры, определенной как отображение когнитивных структур из одного домена в другой в когнитивном процессе. 